# Domingos Faustino Correia
Comendador Domingos Faustino Correa, (Rio Grande, Rio Grande do Sul, 4 de julho de 1790— Taim, Rio Grande do Sul, 23 de junho de 1873) foi um nobre brasileiro.
Foi comendador da Ordem de Cristo, agraciado em 10 de outubro de 1827.

## Biografia
O Comendador Domingos Faustino Correa, ou Domingos Faustino Correa de Almeida y Braganza nasceu e viveu no Brasil no século XIX. Deixou como herança o famoso "testamento do Comendador Correa" (de valor incalculável, de bilhões e bilhões de dólares), pelo qual seus pressupostos herdeiros (distribuídos por todo o mundo, mas principalmente no Brasil, Argentina, Uruguai e Chile) disputaram sua herança frente aos governos sul-americanos.
Pouco antes de falecer, em situação caracterizada como extrema (por ter sofrido desordem mental ou propositalmente intencionado conturbar a situação de seus descendentes), deixou um testamento difícil de ser cumprido. De acordo com este, uma parte de seus bens é deixado a um grupo de pessoas de sua confiança para que o invistam por certo tempo, advertindo-os que após quatro gerações o capital deveria retornar a seus legítimos herdeiros (no caso não mais seus herdeiros, mas sim os herdeiros de seus irmãos).
Um grande combate por seu testamento ocorreu na década de 1970, quando surgiram diversos supostos descendentes, afirmando terem direitos a reclamar por seus bens. Devido porém ao testamento dúbio, os trâmites judiciários surgidos foram complicados. Confrontados por estas dificuldades e ignorantes em seu proceder, o juizo do Rio Grande do Sul decretou seu encerramento e arquivamento, situação em que se encontra desde muitos anos.
Aos 18 anos de idade transladou-se de Portugal ao Brasil, fixando-se em Minas Gerais, onde casou com Leonor María Correa Mirapalheta, com quem não teve filhos (há registros de filhos extraconjugais). Sua riqueza proveio da exploração de minas de ouro e pedras preciosas, por concessão e título de Comendador e Conde de Porto Alegre recebidos de seu tio D. Pedro II. Diz-se também que reuniu tão grande fortuna em armas, pois seu exército (que apoiava o Império Português) era composto de cem mil soldados!
Mais tarde morou no Rio Grande do Sul, onde obteve enormes extensões de terra.
Sua herança foi destinada em usufruto a seus aos bisnetos de seus irmãos José, Juan, Vicente, Cipriana, Andrea, Isabel e Victoria, e aos descendentes dos mesmos. Dentre muitas, as terras por ele deixadas como herança abrangem Lagoa Formosa e Canudos em Arroio Grande, Porto Alegre, Pelotas e Rio Grande, etc.
Os governos brasileiro e uruguaio apoderaram-se destas terras.
O inventário de Domingos Faustino Correa é considerado o inventário mais longo da história do Brasil.